# Priolepis limbatosquamis
Priolepis limbatosquamis és una espècie de peix de la família dels gòbids i de l'ordre dels perciformes.

## Morfologia
Els mascles poden assolir els 2,2 cm de longitud total.

## Distribució geogràfica
Es troba a les Hawaii.